# Тегерменево
Тегерме́нево (рос. Тегерменево, башк. Тигермән) — присілок у складі Караідельського району Башкортостану, Росія. Входить до складу Староакбуляківської сільської ради.
Населення — 432 особи (2010; 469 у 2002).
Національний склад:
- татари — 57 %
- башкири — 42 %

У селі похований Герой Радянського Союзу Мініахметов Нурли Мініахметович.